# Pteris
Genre
Pteris est un genre de fougères comprenant quelques espèces souvent tropicales. On trouve en France la fougère aigle autrefois classée parmi les Pteris, mais depuis reclassée parmi les Pteridium.
Ce genre de fougères peut être classé parmi la famille des Adiantacées selon certains auteurs.

## Espèces hyperaccumulatrices
Plusieurs espèces sont connues pour être hyperaccumulatrices de métaux lourds ou métalloïdes toxiques pour la plupart des espèces (ex : Pteris ensiformis, Pteris cretica et Pteris vittata ont fait l'objet d'études en raison de leur capacité à fortement bioaccumuler l'arsenic sans en mourir,, grâce à des adaptations métaboliques impliquant des enzymes particuliers (arsenate reductase) et une phytochélatine). Cette capacité varie selon le pH du sol et les amendements qui lui sont éventuellement apportés et notamment en fonction de la présence/absence de phosphate.
Des exudats racinaires (acide oxalique et surtout acide phytique) pourraient jouer un rôle et la colonisation des racines de Pteris vittata par un champignon mycorhizien à arbuscules (Glomus mosseae) influe l'absorption de la biomasse mais aussi de des arséniates. Dans ce cas l'ajout d'arsenic dans le sol a peu d'effet sur la colonisation mycorhizienne (environ 50 % de la longueur des racines lors de cette étude). Dans un sol normal, la colonisation mycorhizienne a dopé la croissance des frondes, abaissé le rapport pondéral racines/frondes et a diminué la concentration des Frondes en arsenic (de -33 à -38 %). Cependant le taux d'arsenic des frondes augmente nettement (+ 43 %) si la colonisation mycorhizienne a lieu au niveau du sol supérieur.

## Toxicité, cancérogénicité
L'ingestion de Pteris aquilina induit plusieurs formes de cancers chez le rat de laboratoire.

## Espèces
- Pteris argyrea
- Pteris barombiensis
- Pteris cretica - Ptéris de Crète
- Pteris dentata
- Pteris ekemae
- Pteris ensiformis
- Pteris incompleta - Ptéris incomplet
- Pteris montis-wilhelminae - Nouvelle-Guinée
- Pteris tremula - Océanie
- Pteris vittata - Ptéris rubané

- Pteris aquilina (la Fougère aigle) a été renommée Pteridium aquilina.